# クライ (シンプル・マインズのアルバム)
『クライ』(Cry)は、イギリスのロックバンド、シンプル・マインズの13枚目のアルバム。2001年にシチリア島とスコットランドでレコーディングを行い、2002年4月1日にリリース。全英80位。

## 収録曲
1. "Cry" - 3:57
2. "Spaceface" - 3:54
3. "New Sunshine Morning" - 3:37
4. "One Step Closer" - 6:07
5. "Face in the Sun" - 3:58
6. "Lazy Lately" - 4:03
7. "Sugar" - 3:14
8. "Killing Andy Warhol" - 5:16
9. "Sleeping Girl" - 4:12
10. "Cry Again" - 3:36
11. "Slave Nation" - 3:02
12. "The Floating World" - 4:26